# جانس رامیرس
جانس رامیرس (انگلیسی: Jansel Ramírez؛ زادهٔ ۲۵ سپتامبر ۱۹۸۳) کشتی‌گیر اهل دومینیکا است.